# Distrito de Unión Asháninca
El distrito de Unión Asháninca es uno de los dieciocho que conforman la provincia de La Convención, ubicada en el departamento del Cuzco en el Sur del Perú.

## Historia
Fue creado mediante Ley N.º 31197 del 11 de marzo de 2021 durante el gobierno del presidente Francisco Sagasti.

## Geografía
Su capital es el poblado de Mantaro situado a 529 m s. n. m.

## Autoridades

### Municipales
- 2023-2026
  - Alcalde: Sedt Emerson Montoya Huayana
  - Regidores: Yrma De La Cruz Ayala, Jose Crispin Quispe, Liz Medrano Espinoza, Jamer Barboza Gamboa, Homer Paredes Neira

- 2023-2026

## Festividades
- Aniversario de la Creación del distrito de Unión Asháninca: 11 de marzo

A la sazón del aniversario se celebran los siguientes eventos:
- Festival del Plátano/Banano
- Festival Asháninca
- Feria Agropecuaria, Artesanal, Agroindustrial y Gastronómica